# Canton d'Amiens-5
Le canton d'Amiens-5 est une circonscription électorale française du département de la Somme.

## Histoire
Un nouveau découpage territorial de la Somme entre en vigueur à l'occasion des premières élections départementales suivant le décret du 26 février 2014. Les conseillers départementaux sont, à compter de ces élections, élus au scrutin majoritaire binominal mixte. Les électeurs de chaque canton élisent au Conseil départemental, nouvelle appellation du Conseil général, deux membres de sexe différent, qui se présentent en binôme de candidats. Les conseillers départementaux sont élus pour 6 ans au scrutin binominal majoritaire à deux tours, l'accès au second tour nécessitant 12,5 % des inscrits au 1er tour. En outre la totalité des conseillers départementaux est renouvelée. Ce nouveau mode de scrutin nécessite un redécoupage des cantons dont le nombre est divisé par deux avec arrondi à l'unité impaire supérieure si ce nombre n'est pas entier impair, assorti de conditions de seuils minimaux. Dans la Somme, le nombre de cantons passe ainsi de 46 à 23.
Le canton d'Amiens-5 est formé d'une fraction d'Amiens et de communes des anciens cantons de Boves (1 commune) et d'Amiens 5e (Sud-Est) (1 commune). Il est entièrement inclus dans l'arrondissement d'Amiens. Le bureau centralisateur est situé à Amiens.

## Représentation
| Période élective | Période élective | Mandat | Mandat   | Identité         | Nuance | Nuance | Qualité                                                                                  |
| ---------------- | ---------------- | ------ | -------- | ---------------- | ------ | ------ | ---------------------------------------------------------------------------------------- |
| 2015             | 2021             | 2015   | 2021     | Philippe Casier  |        | G·s    | Principal de collège Premier secrétaire de la fédération PS de la Somme (2015-2018)      |
| 2015             | 2021             | 2015   | 2021     | Blandine Denis   |        | ECO    | Chef de projet développement formations, membre de GE                                    |
| 2021             | 2028             | 2021   | en cours | Guillaume Duflot |        | LR     | Principal de collège, Vice-Président d'Amiens Métropole                                  |
| 2021             | 2028             | 2021   | en cours | France Fongueuse |        | UDI    | Enseignante (professeure des écoles) Conseillère départementale d'Amiens-6 (2015 → 2021) |

### Résultats détaillés

#### Élections de mars 2015
| Candidats            | Candidats             | Partis      | Partis      | Premier tour | Premier tour | Second tour | Second tour |
| Candidats            | Candidats             | Partis      | Partis      | Voix         | %            | Voix        | %           |
| -------------------- | --------------------- | ----------- | ----------- | ------------ | ------------ | ----------- | ----------- |
| 1                    | Philippe Casier       |             | PS          | 2 258        | 31,28        | 4 279       | 63,34       |
| 1                    | Blandine Denis        |             | EELV        | 2 258        | 31,28        | 4 279       | 63,34       |
| 2                    | Céline Duquenne       |             | FN          | 1 772        | 24,55        | 2 477       | 36,66       |
| 2                    | Virgile Queval        |             | FN          | 1 772        | 24,55        | 2 477       | 36,66       |
| 3                    | Marie-Hélène Bouchez  |             | UMP         | 1 489        | 20,63        |             |             |
| 3                    | Guillaume Duflot      |             | UMP         | 1 489        | 20,63        |             |             |
| 4                    | Jean-François Claisse |             | UDI         | 1 378        | 19,09        |             |             |
| 4                    | Agnès Quelennec       |             | DVD         | 1 378        | 19,09        |             |             |
| 5                    | Nathalie Lucas        |             | DLF         | 321          | 4,45         |             |             |
| 5                    | Philippe Théveniaud   |             | DLF         | 321          | 4,45         |             |             |
|                      |                       |             |             |              |              |             |             |
| Inscrits             | Inscrits              | Inscrits    | Inscrits    | 15 594       | 100,00       | 15 588      | 100,00      |
| Abstentions          | Abstentions           | Abstentions | Abstentions | 7 977        | 51,15        | 7 815       | 50,13       |
| Votants              | Votants               | Votants     | Votants     | 7 617        | 48,85        | 7 773       | 49,87       |
| Blancs               | Blancs                | Blancs      | Blancs      | 285          | 3,74         | 804         | 10,34       |
| Nuls                 | Nuls                  | Nuls        | Nuls        | 114          | 1,50         | 213         | 2,74        |
| Exprimés             | Exprimés              | Exprimés    | Exprimés    | 7 218        | 94,76        | 6 756       | 86,92       |
| * conseiller sortant |                       |             |             |              |              |             |             |

Blandine Denis, élue en tant que membre d'EELV, a démissionné de son parti le 26 mai 2016, avec deux autres élus d'Amiens.
Philippe Casier, élu en tant que membre du PS, a démissionné de son parti le 9 mars 2018 pour rejoindre Génération.s, le mouvement de Benoît Hamon.

#### Élections de juin 2021
Le premier tour des élections départementales de 2021 est marqué par un très faible taux de participation (33,26 % au niveau national). Dans le canton d'Amiens-5, ce taux de participation est de 32,88 % (5 230 votants sur 15 905 inscrits) contre 36,82 % au niveau départemental. À l'issue de ce premier tour, deux binômes sont en ballottage : Guillaume Duflot et France Fongueuse (Union au centre et à droite, 26,17 %) et Olivier Mira et Anne-Marie Poulain (REM, 19,37 %).
Le second tour des élections est marqué une nouvelle fois par une abstention massive équivalente au premier tour. Les taux de participation sont de 34,36 % au niveau national, 36,7 % dans le département et 33,05 % dans le canton d'Amiens-5. Guillaume Duflot et France Fongueuse (Union au centre et à droite) sont élus avec 57,3 % des suffrages exprimés (2 366 voix pour 5 257 votants et 15 907 inscrits),,.

## Composition
| Nom                            | Code Insee | Intercommunalité    | Superficie (km2) | Population (dernière pop. légale)                 | Densité (hab./km2) | Modifier                                    |
| ------------------------------ | ---------- | ------------------- | ---------------- | ------------------------------------------------- | ------------------ | ------------------------------------------- |
| Amiens (bureau centralisateur) | 80021      | CA Amiens Métropole | 49,76            | Fraction : 20 131 (2022) Commune : 134 780 (2022) | 2 709              | modifier les données · modifier les données |
| Boves                          | 80131      | CA Amiens Métropole | 25,37            | 3 273 (2022)                                      | 129                | modifier les données · modifier les données |
| Cagny                          | 80160      | CA Amiens Métropole | 5,29             | 1 198 (2022)                                      | 226                | modifier les données · modifier les données |
| Canton d'Amiens-5              | 8010       |                     |                  | 24 602 (2022)                                     |                    | modifier les données                        |

Le canton d'Amiens-5 comprend :
1. deux communes,
2. la partie de la commune d'Amiens située au sud d'une ligne définie par l'axe des voies et limites suivantes : depuis la limite territoriale de la commune de Cagny, ligne tracée dans le prolongement de l'impasse André-Lurçat traversant la rue du Héron-Cendré à son intersection avec la rue Marcel-Paul et la rue du Bel-Air aux numéros 27 et 34 et son prolongement depuis le cours de l'Avre, rue de Cagny, rue Condorcet (exclue), rue Descartes, rue de la 3e-Division-d'Infanterie (incluse), allée des Coccinelles (incluse), rue Babeuf (exclue), rue Blaise-Pascal (exclue), rue du Chemin-Vert (exclue), rue de Cagny (exclue), rue Jules-Barni, rue du Pinceau, ligne de chemin de fer, place Alphonse-Fiquet (des numéros 1 à 29 et 4 à 28 et tour Perret), boulevard de Belfort, mail Albert-Ier, rue des Otages, place du Maréchal-Joffre (incluse), boulevard Jules-Verne (exclu), rue Charles-Dubois (incluse), rue Paul-Sautai, rue Saint-Fuscien, jusqu'à la limite territoriale de la commune de Saint-Fuscien.

## Démographie
En 2022, le canton comptait 24 602 habitants, en évolution de +0,95 % par rapport à 2016 (Somme : −1,26 %, France hors Mayotte : +2,11 %).
| 2013   | 2018   | 2022   |
| ------ | ------ | ------ |
| 24 778 | 25 050 | 24 602 |